# Solenocentrum lueri
Solenocentrum lueri är en orkidéart som beskrevs av Dodson och Roberto Vásquez. Solenocentrum lueri ingår i släktet Solenocentrum och familjen orkidéer.
Artens utbredningsområde är Bolivia. Inga underarter finns listade i Catalogue of Life.